# Sven Jodts

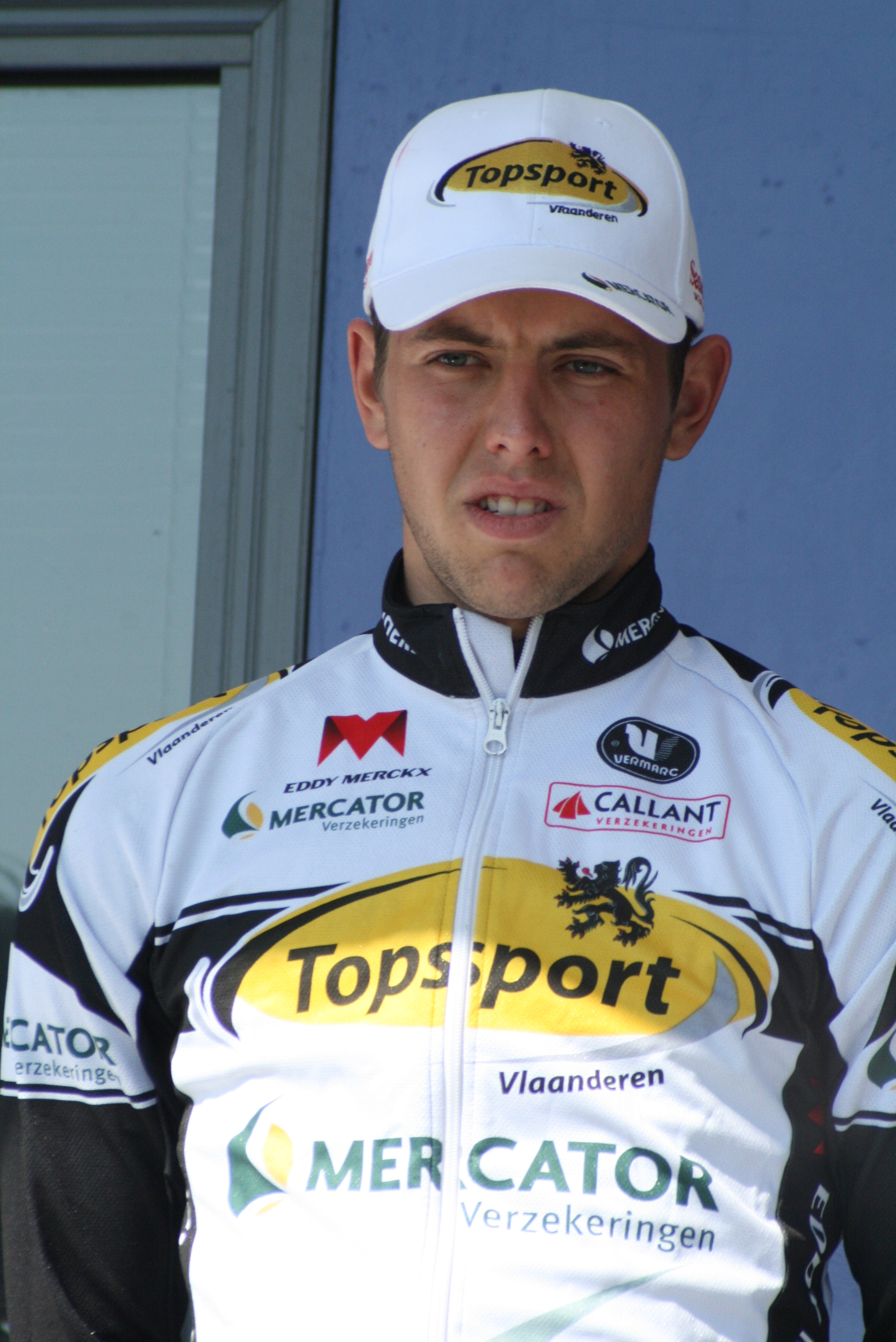
Sven Jodts bei den Vier Tagen von Dünkirchen 2011

Sven Jodts (* 14. Oktober 1988 in Veurne) ist ein ehemaliger belgischer Radrennfahrer.
Jodts gewann 2007 eine Etappe des Triptyque des Barrages. Im nächsten Jahr belegte er den zweiten Platz beim belgischen Eintagesrennen Hasselt-Spa-Hasselt und er gewann eine Etappe der Tour du Haut Anjou. Im Jahr 2010 gewann er eine Etappe der Tour de Normandie und die Internationale Wielertrofee Jong Maar Moedig.

## Erfolge
2007
- eine Etappe Triptyque des Barrages

2008
- eine Etappe Tour du Haut Anjou

2010
- eine Etappe Tour de Normandie
- Internationale Wielertrofee Jong Maar Moedig

## Teams
- 2010 Topsport Vlaanderen-Mercator (Stagiaire)
- 2011 Topsport Vlaanderen-Mercator
- 2012 Topsport Vlaanderen-Mercator
- 2013 Colba-Superano Ham